# Erin CDP (Nueva York)
Erin es un lugar designado por el censo ubicado en el condado de Chemung en el estado estadounidense de Nueva York. En el Censo de 2020 tenía una población de 367 habitantes y una densidad poblacional de 187,24 habitantes por km². Fue incluido como CDP en el censo de 2020.

## Geografía
Erin se encuentra ubicado en las coordenadas 42°11′09″N 76°40′11″O / 42.18583, -76.66972. Según la Oficina del Censo de los Estados Unidos,  tiene una superficie total de 1,96 km², de la cual 1,93 km² corresponden a tierra firme y 0,03 km² a agua.